# 闻人诠
闻人诠（1490年—1553年），字邦正，號北江，浙江余姚人，明朝学者，政治人物，同進士出身。

## 生平
正德十一年（1516年）丙子科举人，嘉靖五年（1526年）登丙戌科进士。師從表兄王守仁。授宝应知县。九年十一月选授山西道试御史，十一年巡视山海关，修护长城四万余丈。十二年五月提调南直隶学校，十八年入为河南道掌道御史，主持京察。嘉靖二十一年（1542年）迁湖广按察司副使，之后上疏致仕还乡，晚年游历四方，六十四岁卒于家，入祀乡贤祠。

## 著作
- 修补《五经》、《三礼》、《旧唐书》等古籍行世
- 《宝应县志略》，宝应首部地方志（县志）[3]
- 《阳明先生文录》
- 《南畿志》，闻人诠、陈沂纂修

## 家族
父亲聞人籌，號貞菴；继室王氏为王華之妹，王阳明之姑，生聞人詮、聞人誾；異母兄聞人言（1475年-？），字邦允，号雪庄，官四川建始縣主簿；姪孫聞人惪行，嘉靖十七年戊戌進士。